# Mirror's Edge Catalyst
Mirror's Edge Catalyst est un jeu vidéo de plate-forme et d'action-aventure à la première personne, développé par DICE et édité par Electronic Arts, sorti sur PlayStation 4, Xbox One et Windows en juin 2016. Il est annoncé officiellement lors de l'E3 2013 durant la conférence Electronic Arts. Il s'agit d'un reboot de Mirror's Edge, développant plus en détail le passé du personnage de Faith Connors.

## Scénario
Mirror's Edge Catalyst raconte l'enfance de Faith Connors, ainsi que son retour parmi les Messagers après deux années de prison. Gabriel Kruger, responsable du sécuritarisme de la cité de Glass (ville dans laquelle se déroule l'histoire), manigance quelque chose et Faith tente alors de contrer ses plans.
Faith rencontre différents personnages qui étaient présents dans le premier opus, mais avec des changements d'histoire comme Kate, originellement la sœur de Faith, qui se voit être dans Catalyst la fille de Kruger.

## Doublage
- Faith Connors : Faye Kingslee (VO) / Sybille Tureau (VF)
- Icarus : Jeff Berg (VO) / Donald Reignoux (VF)
- Noah Kekai : Jim Pirri (VO) / Cédric Dumond (VF)
- Isabel Kruger / Caitlyn Connors : Karen David (VO) / Olivia Luccioni (VF)
- Birdman : Tim Russ (VO) / Pierre Dourlens (VF)
- Nomad : Jared Zeus (VO) / Grégory Laisné (VF)
- Plastic : Ozioma Akagha (VO) / Fily Keita (VF)
- Rebecca Thane : Debra Wilson (VO) / Annie Milon (VF)
- Gabriel Kruger : Michael Rose (VO)
- Dogen : Tim Kang (VO) / Stéphane Ronchewski (VF)
- Aline Meira : Stacy Haiduk (VO) / Marie Zidi (VF)
- Beatrix Bloch : Jaimi Barbakoff (VO)

## Système de jeu
Le jeu reprend le système de vue subjective présent dans le premier opus, mais est amélioré. En effet, les mouvements du parkour sont beaucoup plus réalistes et fluides. Les armes sont absentes, mais Faith dispose toujours des compétences en arts martiaux.
La ville est également beaucoup plus vivante et colorée, et est en monde ouvert. Ici la notion de monde ouvert est discutable, le joueur ne peut pas aller où il veut. Par exemple, il n'est pas possible de descendre dans la rue et se balader librement. En revanche, il est possible de placer un point sur la carte et un tracé à suivre est alors indiqué. L'ensemble de la ville est bien plus vaste que celle de l’épisode précédent.
Un autre élément important du système de jeu sont les phases de combat, le joueur peut désormais donner des coups de pied puissants orientés à droite ou à gauche, ou réaliser une succession de coups rapides. Ces coups sont dévastateurs une fois cumulés au système d'esquive du jeu. Certain combats sont esquivables ; en effet, si le joueur conserve sa vitesse de déplacement, il devient insensible aux balles et aux coups.

## Développement
En février 2011, Electronic Arts annonce avoir refusé un prototype de Mirror's Edge 2. Cependant, le studio déclare ensuite que le développement était seulement stoppé.
À l'E3 2011, le président d'EA, Frank Gibeau, déclare que le jeu utiliserait le moteur Frostbite 2.
En novembre 2012, Ben Cousins déclare que le jeu est en cours de développement par DICE.
Un nouveau Mirror's Edge est officiellement annoncé le 10 juin 2013 lors de la conférence Electronic Arts lors de l'E3 2013. Il disposera du nouveau moteur Frostbite 3 et sera en monde ouvert.
En juin 2015, EA dévoile le jeu sous le titre Mirror's Edge Catalyst. Prévu initialement pour février 2016, le jeu est repoussé plusieurs fois, d'abord au 24 mai 2016 en Amérique du Nord et le 26 mai en Europe,, puis début avril il est finalement repoussé au 7 juin 2016 et 9 juin 2016.
Le 4 février 2016, une nouvelle bande annonce est publiée montrant des séquences tirées du jeu où l'on en apprend plus sur le scénario. À cette occasion, les joueurs ont la possibilité de s'inscrire à la bêta du jeu prévue du 22 au 26 avril 2016 afin de tester une version en cours de développement du jeu,.

## Accueil
L’accueil critique par la presse spécialisée est mitigé, il obtient une note pondérée de 72 % sur l'agrégateur Metacritic. En France, Gamekult note le jeu 5/10, tandis que Jeuxvideo.com lui décerne un 14/20.